# شموچیتسه
شموچیتسه (به لهستانی:  Szymocice) یک روستا در لهستان است که در گمینا ننزا واقع شده‌است. شموچیتسه ۳۰۴ نفر جمعیت دارد.